# Mirko Vučinić
Mirko Vučinić (tiếng Montenegro: Mиpкo Bучинић, phát âm [mîːrko ʋǔt͡ʃinit͡ɕ]; sinh ngày 1 tháng 10 năm 1983 ở Nikšić, Nam Tư, nay là Montenegro) là một cựu cầu thủ bóng đá người Montenegro hiện đã giải nghệ. Anh thường chơi như một tiền đạo lùi hay cánh, và được biết tới với tốc độ, khả năng dễ dắt bóng và kĩ năng ghi bàn.
Ngày 1 tháng 7 năm 2017, Mirko Vučinić chính thức giã từ sự nghiệp thi đấu quốc tế sau 17 năm thi đấu chuyên nghiệp.

## Sự nghiệp câu lạc bộ

### Giai đoạn đầu
Vucinic cho thấy tài năng từ khi còn nhỏ và nhanh chóng được ký hợp đồng bởi U.S. Lecce. Trong mùa giải thứ 4 cùng đội bóng, cầu thủ 21 tuổi Vucinic ghi 19 bàn trong 28 trận ở Serie A. Sau mùa giải thành công đó, anh không gặp may và chỉ ghi 9 bàn trong 31 trận còn sự nghiệp bị đe doạ bởi chấn thương.

### Roma
Vào năm 2006, anh ký bản hợp đồng cho mượn cùng A.S. Roma với mức giá 3,25 triệu Euro cùng quyền sở hữu 50% từ Lecce.
Trong mùa giải đầu tiên ở Roma, anh không được trọng dụng nhiều bởi chấn thương. Cộng thêm việc Francesco Totti được chơi tiền đạo cắm khiến Vucinic không có chỗ đứng. Mặc dù vậy, anh vẫn ghi được 3 bàn thắng, bàn đầu tiên vào lưới Siena trong chiến thắng 1-0 vào ngày 28 tháng 1 năm 2007, bàn đầu tiên ở cúp C1 vào lưới Manchester United trong chiến thắng 2-1 vào ngày 4 tháng 4 năm 2007.
Đầu mùa giải 2007-08, Roma trả nốt cho Lecce 3,25 triệu Euro để sở hữu 50% còn lại của Vucinic. Anh được mặc áo số 9, sở hữu bởi Vicenzo Montella trong 8 mùa giải trước đó.
Với việc Totti luôn được chơi tiền đạo cắm, Vucinic bắt đầu được chuyển sang chơi ở cánh trái trong sơ đồ 4-2-3-1 của Luciano Spalletti. Anh ghi bàn đầu tiên của mùa giải trong trận thắng 2-1 trước Sporting CP ở vòng bảng cúp C1.
Trong trận tiếp theo ở San Siro gặp AC Milan, với việc Totti chấn thương, Vucinic được chơi ở vị trí tiền đạo và ghi bàn từ một cú đánh đầu. Và trong trận gặp S.S. Lazio, Roma thắng 3-2 với một cú sút chân trái của Vucinic. Một bàn thắng khác của Vucinic là cú đánh đầu trong trận gặp Real Madrid ở sân Santiago Bernabéu, góp công vào chiến thắng 2-1 để đi tiếp vào vòng sau của Roma.
Vào tháng 6 năm 2008, Roma cuối cùng cũng mua hẳn anh bằng việc trả cho Lecce 12 triệu Euro.
Vào ngày 4 tháng 11 năm 2008, anh ghi 2 bàn trong trận đấu của Roma ở vòng bảng cúp C1 với chiến thắng 3-1 trước Chelsea.
Vào ngày 30-7-2011 anh chuyển sang thi đấu cho CLB Juventus với giá 15 triệu Euro và hợp đồng 4 năm.

## Thi đấu quốc tế
Vucinic là một trong 2 cầu thủ sinh ở Montenegro được gọi vào đội tuyển bóng đá quốc gia Serbia và Montenegro tham dự World Cup 2006 (người còn lại là Dragoslav Jevrić); anh đã thi đấu 3 trận cho đội tuyển Serbia và Montenegro, nhưng vào ngày 23 tháng 5 năm 2006 anh bị chấn thương và không thể tham dự giải.
Sau khi Montenegro trở thành một quốc gia độc lập, một đội tuyển mới được thành lập, Vucinic được chọn vào và ngày 24 tháng 3 năm 2007 đội tuyển bóng đá quốc gia Montenegro chơi trận đầu tiên của họ gặp đội tuyển bóng đá quốc gia Hungary, Vucinic ghi bàn đầu tiên trong lịch sử, và hiện tại anh cũng đang là đội trưởng. Anh cũng ghi bàn trong tất cả các lần thi đấu cho đội tuyển với 4 bàn trong 4 trận đầu tiên.

## Thống kê sự nghiệp

### Câu lạc bộ
Tính đến 27 tháng 4 năm 2015
| Câu lạc bộ          | Mùa giải                                                  | Giải vô địch quốc gia | Mùa giải      | Mùa giải     | Cup1          | Cup1         | châu Âu2      | châu Âu2     | Khác3         | Khác3        | Tổng cộng     | Tổng cộng    |
| Câu lạc bộ          | Mùa giải                                                  | Giải vô địch quốc gia | Số lần ra sân | Số bàn thắng | Số lần ra sân | Số bàn thắng | Số lần ra sân | Số bàn thắng | Số lần ra sân | Số bàn thắng | Số lần ra sân | Số bàn thắng |
| ------------------- | --------------------------------------------------------- | --------------------- | ------------- | ------------ | ------------- | ------------ | ------------- | ------------ | ------------- | ------------ | ------------- | ------------ |
| Sutjeska Nikšić     | Giải hạng nhất Nam Tư                                     | 1999–00               | 9             | 3            | 0             | 0            | –             | –            | –             | –            | 10            | 4            |
| Lecce               | Serie A                                                   | 2000–01               | 3             | 0            | 0             | 0            | –             | –            | –             | –            | 2             | 0            |
| Lecce               | Serie A                                                   | 2001–02               | 7             | 0            | 2             | 0            | –             | –            | –             | –            | 9             | 0            |
| Lecce               | Serie B                                                   | 2002–03               | 28            | 5            | 1             | 0            | –             | –            | –             | –            | 29            | 5            |
| Lecce               | Serie A                                                   | 2003–04               | 12            | 1            | 1             | 0            | –             | –            | –             | –            | 13            | 1            |
| Lecce               | Serie A                                                   | 2004–05               | 28            | 19           | 3             | 3            | –             | –            | –             | –            | 31            | 22           |
| Lecce               | Serie A                                                   | 2005–06               | 34            | 9            | 0             | 0            | –             | –            | –             | –            | 34            | 9            |
| Tổng cộng           | Tổng cộng                                                 | Tổng cộng             | 111           | 34           | 7             | 3            | –             | –            | –             | –            | 118           | 37           |
| Roma                | Serie A                                                   | 2006–07               | 25            | 2            | 2             | 0            | 6             | 1            | 0             | 0            | 33            | 3            |
| Roma                | Serie A                                                   | 2007–08               | 33            | 9            | 6             | 1            | 8             | 4            | 1             | 0            | 48            | 14           |
| Roma                | Serie A                                                   | 2008–09               | 27            | 11           | 2             | 2            | 8             | 3            | 1             | 1            | 38            | 17           |
| Roma                | Serie A                                                   | 2009–10               | 34            | 14           | 4             | 2            | 8             | 3            | –             | –            | 46            | 19           |
| Roma                | Serie A                                                   | 2010–11               | 28            | 10           | 4             | 1            | 4             | 0            | 1             | 0            | 37            | 11           |
| Tổng cộng           | Tổng cộng                                                 | Tổng cộng             | 147           | 46           | 18            | 6            | 34            | 11           | 3             | 1            | 202           | 64           |
| Juventus            | Serie A                                                   | 2011–12               | 32            | 9            | 3             | 1            | –             | –            | –             | –            | 35            | 10           |
| Juventus            | Serie A                                                   | 2012–13               | 31            | 10           | 3             | 1            | 8             | 2            | 1             | 1            | 43            | 14           |
| Juventus            | Serie A                                                   | 2013–14               | 12            | 2            | 0             | 0            | 5             | 0            | 1             | 0            | 18            | 2            |
| Tổng cộng           | Tổng cộng                                                 | Tổng cộng             | 75            | 21           | 6             | 2            | 13            | 2            | 2             | 1            | 96            | 26           |
| Al Jazira           | Giải vô địch bóng đá Các Tiểu vương quốc Ả Rập Thống nhất | 2014–15               | 23            | 25           | 0             | 0            | –             | –            | –             | –            | 23            | 25           |
| Tổng cộng           | Tổng cộng                                                 | Tổng cộng             | 23            | 25           | 0             | 0            | 0             | 0            | 0             | 0            | 23            | 25           |
| Tổng cộng sự nghiệp | Tổng cộng sự nghiệp                                       | Tổng cộng sự nghiệp   | 356           | 126          | 31            | 11           | 47            | 13           | 5             | 2            | 439           | 152          |

1Includes Kup Jugoslavije, Coppa Italia, UAE Arabian Gulf Cup và UAE President's Cup
2Includes UEFA Europa League, UEFA Champions League và AFC Champions League.
3Includes Supercoppa Italiana và Arabian Gulf Super Cup

### Đội tuyển quốc gia
| Đội tuyển quốc gia Serbia và Montenegro | Đội tuyển quốc gia Serbia và Montenegro | Đội tuyển quốc gia Serbia và Montenegro |
| Năm                                     | Số lần ra sân                           | Số bàn thắng                            |
| --------------------------------------- | --------------------------------------- | --------------------------------------- |
| 2005                                    | 2                                       | 0                                       |
| 2006                                    | 1                                       | 0                                       |
| Tổng cộng                               | 3                                       | 0                                       |

| Đội tuyển quốc gia Montenegro | Đội tuyển quốc gia Montenegro | Đội tuyển quốc gia Montenegro |
| Năm                           | Số lần ra sân                 | Số bàn thắng                  |
| ----------------------------- | ----------------------------- | ----------------------------- |
| 2007                          | 4                             | 4                             |
| 2008                          | 7                             | 2                             |
| 2009                          | 4                             | 2                             |
| 2010                          | 7                             | 3                             |
| 2011                          | 5                             | 0                             |
| 2012                          | 5                             | 2                             |
| 2013                          | 5                             | 2                             |
| 2014                          | 3                             | 1                             |
| 2015                          | 4                             | 1                             |
| 2016                          | 0                             | 0                             |
| 2017                          | 1                             | 0                             |
| Tổng cộng                     | 45                            | 17                            |

### Bàn thắng cho đội tuyển quốc gia
| #  | Ngày                 | Địa điểm                                           | Đối thủ   | Bàn thắng | Kết quả | Giải đấu                 |
| -- | -------------------- | -------------------------------------------------- | --------- | --------- | ------- | ------------------------ |
| 1  | 26 tháng 3 năm 2007  | Sân vận động Podgorica City, Podgorica, Montenegro | Hungary   | 1–1       | 2–1     | Giao hữu                 |
| 2  | 22 tháng 8 năm 2007  | Sân vận động Podgorica City, Podgorica, Montenegro | Slovenia  | 1–0       | 1–1     | Giao hữu                 |
| 3  | 12 tháng 9 năm 2007  | Sân vận động Podgorica City, Podgorica, Montenegro | Thụy Điển | 1–0       | 1–2     | Giao hữu                 |
| 4  | 17 tháng 10 năm 2007 | A. Le Coq Arena, Tallinn, Estonia                  | Estonia   | 1–0       | 1–0     | Giao hữu                 |
| 5  | 6 tháng 9 năm 2008   | Sân vận động Podgorica City, Podgorica, Montenegro | Bulgaria  | 1–1       | 2–2     | Vòng loại World Cup 2010 |
| 6  | 15 tháng 10 năm 2008 | Sân vận động Via del Mare, Lecce, Ý                | Ý         | 1–1       | 1–2     | Vòng loại World Cup 2010 |
| 7  | 9 tháng 9 năm 2009   | Sân vận động Podgorica City, Podgorica, Montenegro | Síp       | 1–0       | 1–1     | Vòng loại World Cup 2010 |
| 8  | 18 tháng 11 năm 2009 | Sân vận động Podgorica City, Podgorica, Montenegro | Belarus   | 1–0       | 1–0     | Giao hữu                 |
| 9  | 29 tháng 5 năm 2010  | Sân vận động Ullevaal, Oslo, Na Uy                 | Na Uy     | 1–1       | 1–2     | Giao hữu                 |
| 10 | 3 tháng 9 năm 2010   | Sân vận động Podgorica City, Podgorica, Montenegro | Wales     | 1–0       | 1–0     | Vòng loại Euro 2012      |
| 11 | 8 tháng 10 năm 2010  | Sân vận động Podgorica City, Podgorica, Montenegro | Thụy Sĩ   | 1–0       | 1–0     | Vòng loại Euro 2012      |
| 12 | 25 tháng 5 năm 2012  | Sân vận động Nhà vua Baudouin, Brussels, Bỉ        | Bỉ        | 1–0       | 2–2     | Giao hữu                 |
| 13 | 7 tháng 9 năm 2012   | Sân vận động Podgorica City, Podgorica, Montenegro | Ba Lan    | 2–1       | 2–2     | Vòng loại World Cup 2014 |
| 14 | 22 tháng 3 năm 2013  | Sân vận động Zimbru, Chișinău, Moldova             | Moldova   | 1–0       | 1–0     | Vòng loại World Cup 2014 |
| 15 | 14 tháng 8 năm 2013  | Sân vận động Torpedo, Zhodzina, Belarus            | Bỉ        | 1–1       | 1–1     | Giao hữu                 |
| 16 | 14 tháng 8 năm 2014  | Sân vận động Podgorica City, Podgorica, Montenegro | Moldova   | 1–0       | 2–0     | Vòng loại Euro 2016      |
| 17 | 9 tháng 10 năm 2015  | Sân vận động Podgorica City, Podgorica, Montenegro | Belarus   | 2–1       | 2–3     | Vòng loại Euro 2016      |